# 朱引線
朱引線（しゅびきせん）は、おもに百貨店などにおいて店舗の内外を分ける線のこと。文字通り床に朱色の線が引いてあるためにこの呼称がある。
百貨店などでは商品管理や防犯上の観点から店内と店外を厳密に区分する場合が多い。その境界となるものが朱引線である。厳密にはそれを挟んで商品の所有権が移転するものを朱引線と呼ぶ。社によっては床に引かれる線がなく「これより店内」（裏面は「―店外」）の看板で表示されているところもある。
客用出入り口を除くすべての出入り口に存在する場合が一般的である。社員通用口（多くの場合防災センターに隣接している）や商品・什器搬入口（トラック着荷場、ドックとも呼ばれる）では、朱引線付近に警備員が立哨し、社員証・入店証・名札や持ち出される物の確認、商品を店外に持ち出す場合には書類の確認等を行う。